# Tony Miles
Anthony John Miles (Birmingham, 23 aprile 1955 – Birmingham, 12 novembre 2001) è stato uno scacchista britannico, grande maestro.

## Gli inizi
Tony Miles nacque a Edgbaston, sobborgo a sud-ovest di Birmingham, popolosa città industriale situata nel centro dell'Inghilterra.
Nel 1968 vinse il campionato giovanile inglese (under 14).
Nel 1973 si aggiudicò la medaglia d'argento nel campionato del mondo juniores giocatosi nella regione del Teesside, nel nord-est dell'Inghilterra. 
Questo costituì il suo esordio nelle competizioni a livello internazionale.

L'anno successivo vinse il titolo mondiale juniores a Manila, capitale delle Filippine.
Si iscrisse alla facoltà di matematica presso l'Università di Sheffield, ma successivamente la abbandonò per dedicarsi esclusivamente agli scacchi.

## Il maestro
Nel 1976 ottenne dalla FIDE il titolo di Grande maestro, diventando il primo scacchista del Regno Unito ad ottenere questo riconoscimento.
Negli anni ottanta ottenne una serie di buoni risultati che stimolarono la crescita del movimento scacchistico britannico, portando al titolo di grande maestro nomi quali: Raymond Keene, John Nunn, Jonathan Speelman e altri a seguire.
Giocò e vinse contro campioni come Vasilij Smyslov, Michail Tal' e Boris Spasskij.
Famosa la sua vittoria nel campionato europeo a squadre del 1980 a Skara (Svezia) dove riuscì a battere il campione del mondo in carica Anatolij Karpov giocando con il nero la difesa San Giorgio (1. e4 a6!? ).
Nel 1982 a Torquay, nel sud-ovest dell'Inghilterra, vinse il suo unico campionato britannico. Arrivò all'apice della sua carriera nel gennaio del 1984 quando era al 18º posto nella classifica mondiale con 2.599 punti Elo.
Giocò in Italia nel 27º torneo di capodanno di Reggio Emilia 1984/85 (vinto da Lajos Portisch), classificandosi 7º-8º su 12 partecipanti.
Nel 1985 al torneo di Tilburg, nei Paesi Bassi, si classificò primo alla pari con Robert Hübner e Viktor Korčnoj giocando sdraiato a pancia in giù sopra un tavolo, non potendo sedersi per una ferita al posteriore.

Nello stesso anno non riuscì a qualificarsi nel torneo interzonale di Tunisi, valido per accedere al torneo dei candidati, in quanto fu superato da Nigel Short, che così divenne il primo britannico a parteciparvi.
Nelle olimpiadi degli scacchi del 1986 tenutesi a Dubai giocò in prima scacchiera (+3 – 3 =3), contribuendo a far vincere alla squadra britannica una storica medaglia d'argento.
Garri Kasparov costituì per lui un ostacolo insuperabile; dopo un match perso per 5,5-0,5 Miles raccontò:

«mi sembrava di giocare contro un mostro con mille occhi che vedevano tutto».
Dopo che fu curato per un esaurimento nervoso nel 1987, Miles si spostò negli USA giocando in vari tornei, alternando prove buone ad altre deludenti. 
Nel 1995 al PCA Intel Rapid Chess Grand Prix di Londra eliminò Vladimir Kramnik al primo turno e Loek van Wely al secondo, ma fu sconfitto dal connazionale Michael Adams nelle semifinali.
Vinse tre volte (1995, 1996 e 1999) il prestigioso Memorial Capablanca a Cuba.
Nel 1999 arrivò primo alla pari al Continental Open di Los Angeles.
Nel 2001 vinse il suo ultimo torneo al Canadian Open Chess Championship di Sackville nel Nuovo Brunswick, estremo est del Canada.
A suo nome è indicata la linea di gioco: E12 - difesa ovest-indiana, variante Miles (1. d4 Nf6 2. c4 e6 3. Nf3 b6 4. Bf4)

## L'uomo
Da tempo malato di diabete, è morto nella sua abitazione per un arresto cardiaco all'età di 46 anni.
Tony Miles è stato un personaggio singolare. In un torneo si accordò per una patta senza giocare alcuna mossa e alle rimostranze dell'arbitro, che non voleva assegnare alcun punto, rispose che spesso capita che i giocatori fanno mosse banali per fingere una partita che vogliono pareggiare e che quella sarebbe stata la prima volta in cui si puniva questo comportamento.
Fu ricoverato per un esaurimento nervoso quando si fissò con l'idea che i suoi colleghi scacchisti britannici ricevevano compensi dalla federazione per accompagnarlo a un torneo e questa idea lo ossessionò al punto che fu arrestato davanti alla residenza del primo ministro britannico a Downing Street per la sua insistenza nel voler parlarne con l'allora premier Margaret Thatcher.
Geoff Lawton ha curato la pubblicazione di un libro intitolato Tony Miles: "It's Only Me"  (l'anagramma del suo nome), contenente i principali articoli scritti da Miles e vari altri contributi.
È stato sposato con il GM Femminile Jana Bellin dal 1978 al 1990.